# Surabaja
Surabaja (indonésky Surabaya) je druhé největší indonéské velkoměsto a hlavní město provincie Východní Jáva. Nachází se na severovýchodním pobřeží ostrova Jáva, při průlivu oddělujícím Jávu od ostrova Madura. Městem protéká řeka Mas.
Surabaja je s 2,3 miliony obyvatel druhým největším městem Indonésie, další miliony lidí žijí v sídlech patřících k městské aglomeraci. Má též velký význam jako přístav a centrum obchodu. Hlavními produkty jsou cukr, tabák a káva. Národnostní složení obyvatelstva je pestré, nejpočetnější skupinou jsou Javánci, žijí zde také příslušníci dalších indonéských národů (např. Madurci) a dále řada přistěhovalců z Malajsie, Číny, arabských zemí a další. Nejrozšířenějším náboženstvím je islám. Ve městě je také malá židovská komunita a jediná synagoga v zemi.
Město leží v pásmu střídavě vlhkých tropů, celoročně vyrovnané teploty se pohybují převážně mezi 25 a 30 °C a mezi červnem a říjnem nastává období sucha.

## Partnerská města
- Alexandrie, Egypt
- Džidda, Saúdská Arábie
- Fu-čou, Čína
- Johor Bahru, Malajsie
- Kanton, Čína
- Kóči, Japonsko
- Kuching, Malajsie
- Mašhad, Írán
- Peking, Čína
- Porto Alegre, Brazílie
- Pusan, Jižní Korea
- Rotterdam, Nizozemsko
- Seattle, Spojené státy americké
- Sia-men, Čína
- Smyrna, Turecko